# Maurice Sergheraert
Maurice Sergheraert, né le 28 janvier 1920 à Oudezeele (Nord) et mort le 19 octobre 2012 à Lille (Nord), est un homme politique français.

## Biographie
Né à Oudezeele en 1920, Maurice Sergheraert exerce la profession de greffier en chef au tribunal d'Hazebrouck à partir de 1968. Il a également été correspondant local de La Voix des Sports. Élu conseiller général du Nord en 1970 dans le canton d'Hazebrouck-Sud, il entame une carrière politique nationale en étant élu député du Nord en 1978 dans la 13e circonscription du Nord. Réélu en 1981, il siège jusqu'en 1986 au sein des députés non-inscrits. Il exerce un dernier mandat de député entre 1988 et 1993 dans la 15e circonscription du Nord, une nouvelle fois en tant que non-inscrit.
Maurice Sergheraert est également maire d'Hazebrouck durant deux mandats, de 1983 à 1995.